# Johannes Reinecker

Johannes Reinecker, 1910

Johannes Georg Reinecker (* 5. März 1861 in Chemnitz; † 8. Dezember 1931 ebenda) war ein deutscher Maschinenbauingenieur, Unternehmer und sächsischer Politiker.

## Leben und Wirken
Er war ein Sohn von Julius Eduard Reinecker, dem Begründer des Werkzeugmaschinenbaus im sächsischen Chemnitz. Nach dem Besuch einer Höheren Knabenschule und einer Realschule besuchte Reinecker sieben Semester lang die Gewerbeschule seiner Heimatstadt Chemnitz, die er als ausgebildeter Ingenieur verließ. Er erhielt zwei Jahre Ausbildung im väterlichen Unternehmen, der Werkzeugfabrik Reinecker. 1882/1883 arbeitete er in den Vereinigten Staaten in einem Konstruktionsbüro. Ab Juli 1888 war er Mitinhaber der Werkzeugmaschinenfabrik J. E. Reinecker. 1890/1891 erweiterte diese auf einem Areal von fast 100.000 m². Diese entwickelte sich zu einer der größten Werkzeug- und Werkzeugmaschinenfabriken Europas, das vor allem für seine Maschinen zum Fräsen von Zahnrädern bekannt war. Er wandelte diese 1911 in eine Aktiengesellschaft um. Er blieb Direktor und Vorstandsmitglied des nun als J. E. Reinecker AG firmierenden Unternehmens. Von 1915 bis 1921 war er Vorsitzender des Vereins Deutscher Werkzeugmaschinenfabriken. 1905 wurde ihm der Ehrentitel eines Kommerzienrats, 1916 der eines Geheimen Kommerzienrats verliehen. Die Technische Hochschule Dresden verlieh ihm 1909 wegen seiner Verdienste um die Förderung des Werkzeugmaschinenbaus anlässlich des 50-jährigen Unternehmensjubiläums die Ehrendoktorwürde (als Dr.-Ing. E. h.). (Den ihm im Biographisch-statistischen Handbuch des Sächsischen Landtags 1910 beigelegten juristischen Doktorgrad Dr. jur. besaß Reinecker nicht.) Er gehörte dem Gewerblichen Beirat der Gewerbeschule Chemnitz an.
Von 1901 bis 1907 vertrat Reinecker den Wahlkreis 2 in der II. Kammer des Sächsischen Landtags. Er gehörte der Fraktion des Konservativen Landesvereins in Sachsen an. Er war ab 1903 Vorstandsmitglied dieser Partei, zudem ab 1913 Vorsitzender der Vereinigung der Industriellen innerhalb des Konservativen Landesvereins für das Königreich Sachsen. Von 1909 bis zur Abschaffung der konstitutionellen Monarchie im November 1918 war er Abgeordneter in der I. Landtagskammer. Daneben engagierte er sich unter anderem als stellvertretendes Mitglied des Eisenbahnrats, als Aufsichtsratsmitglied der Gebr. Nevoigt AG in Reichenbrand, der Dresdner Bank, der Max Kohl AG sowie der Günther & Haußner AG in Chemnitz. Er kaufte 1913 das Rittergut Wernsdorf, das er zu einem schlossähnlichen Landsitz umbauen ließ.
Reinecker bekam 1909 das Ritterkreuz I. Klasse des sächsischen Albrechts-Ordens verliehen. Er starb im Dezember 1931 in seiner Heimatstadt Chemnitz.